# Ichthyodectes
Ichthyodectes (Fischbeißer) ist eine ausgestorbene Gattung großer Raubfische aus der Oberkreide.

## Merkmale
Ichthyodectes wurde über zwei Meter lang. Der Körper war schlank und langgestreckt, der Kopf klein, die Maulspalte tief eingeschnitten. Die kleine Rückenflosse befand sich in der hinteren Körperhälfte, die Afterflosse war etwas größer und stand etwas vor der Rückenflosse. Brustflossen und Bauchflossen waren klein und schmal, die Brustflossen etwas länger als die Bauchflossen. Die Schwanzflosse war sehr groß und tief gegabelt, ihre Loben waren schmal.

## Arten
- Ichthyodectes acanthicus
- Ichthyodectes anaides
- Ichthyodectes ctenodon
- Ichthyodectes goodeanus